# Nyctophilus microdon
Nyctophilus microdon is een vleermuis uit het geslacht Nyctophilus die voorkomt op Nieuw-Guinea. De soort is slechts enkele keren gevangen in de bergen van Papoea-Nieuw-Guinea, waar hij op 1900 tot 2150 m hoogte gevangen is. Het is een kleine soort met kleine oren. De kop-romplengte bedraagt 41,9 mm, de voorarmlengte 39,2 tot 41 mm, de tibialengte 16,6 tot 17 mm, de achtervoetlengte 7,9 tot 9,6 mm en de oorlengte 20,2 tot 20,8 mm.